# Turdus aurantius
El zorzal de barbilla blanca o zorzal gorgiblanco (Turdus aurantius) es una especie de ave paseriforme de la familia de los túrdidos. Se distribuye en las Islas Caimán y Jamaica. Su hábitat natural son las selvas húmedas de tierras bajas, bosques montanos y zonas previamente boscosas muy degradadas.